# Speechless (Michael Jackson-dal)
A Speechless Michael Jackson amerikai énekes kislemeze Invincible című albumáról. Kereskedelmi forgalomba csak Dél-Koreában került, az Egyesült Államokban promóciós kislemezként jelent meg. A dalban Andraé Crouch és gospelkórusa is énekel.
Jackson kiadója, az Epic Records kedvezően fogadta a dalt, amikor az album megjelenése előtt pár hónappal hallotta. Mikor promóciós kislemezen megjelentették, a kritikusok vegyes fogadtatásban részesítették. A 2009-ben megjelent Michael Jackson’s This Is It dokumentumfilmben elhangzik belőle egy rövid részlet.

## Felvételek
Michael Jackson azután írta a dalt, hogy vízzel töltött ballonokkal csatázott német gyerekekkel. A dal 45 perc alatt készült el. A Vibe magazinnak adott interjújában megjegyezte: „Annyira jó kedvem volt, hogy beszaladtam a házba, fel az emeletre és megírtam a Speechlesst. A szórakozás megihlet. Nem szívesen mondom ezt, mert annyira romantikus dal, de a csata ihlette. Jó kedvem volt, és megírtam a dalt ott, teljes egészében. Úgy éreztem, elég jó lesz az albumra. Az örömből varázslat jön, rácsodálkozás és kreativitás.”
A Speechless egyike volt az Invincible album azon két dalának, amit Jackson egyedül írt (a másik a The Lost Children). Jeremy Lubbock vezényelte a zenekart, Brad Buxer játszott billentyűkön, Novi Novoq és Thomas Tally pedig brácsán. Peter Kent, Gina Kronstadt, Robin Lorentz, Kirstin Fife és John Wittenberg hegedültek. A dalban a háttérvokált Andraé Crouch és gospelkórusa, a The Andraé Crouch Singers énekelte. A digitális vágást Buxer és Stuart Brawley, a keverést Bruce Swedien végezte. Swedien később így nyilatkozott: „Michaellel minden pillanat kiemelkedő, de a Speechless című abszolút fantasztikus dal még ezek közt is eseménynek számított. Michael az első nyolc hangjegyet a cappella énekli, és a végén is a cappella énekel – ez az ő ötlete volt.”

## Kompozíció
A Speechless arról szól, amikor valaki szerelmes és nem találja a szavakat, amelyekkel kifejezhetné érzelmeit. A dal a cappella énekkel kezdődik és végződik. A lassú ballada stílusa rhythm and blues, pop és soul, négynegyedes ütemben íródott, tempója 80 BPM. B-mollban kezdődik, C-dúrba, majd a kórus megszólalásakor D-dúrba vált át, az utolsó két refrén E-dúrban hangzik el. Jackson hangterjedelme F4 és B5 közötti.

## Megjelenése
2001 júniusában, hónapokkal az Invincible megjelenése előtt a Speechless is azok közt a dalok közt volt, melyet előzetesen bemutattak Jackson kiadója, a Sony Music Entertainmenthez tartozó Epic Records vezetőinek. (A többi dal az Unbreakable, a The Lost Children, a Whatever Happens, a Break of Dawn, a Heaven Can Wait és a Privacy voltak, mind felkerült az album végleges számlistájára.) Roger Friedman, a Fox News munkatársa szerint a kiadó vezetőinek tetszett, amt hallottak. A cég vezérigazgatója, Dave Glew így jellemezte a dalokat: „Csodálatosak és lenyűgözőek. Michael jobban énekel, mint valaha. A balladák gyönyörűek.” A Speechless 2001-ben megjelent promóciós kislemezként. B oldala a You Rock My World egy remixe lett, melyben Jay-Z rappelt. Michael Jackson halála után, amikor megjelent a tervezett This Is It koncertsorozat próbáinak felvételeiből összeállított Michael Jackson’s This Is It dokumentumfilm, belekerült egy részlet abból, ahogy Jackson a Speechlesst énekli.

## Fogadtatása
A Speechless vegyes fogadtatást kapott a kritikusok részéről. Craig Seymour, a The Buffalo News újságírója szerint ez az album egyetlen dala, melyben Jackson sikeresen visszatért múltbeli énjéhez, és emlékeztet egy másik sikeres Jackson-dalra, az 1995-ben megjelent You Are Not Alone-ra. A Chicago Sun-Times kritikusa, Jim DeRogatis szerint a dal „gyönyörűen minimalista, szívből jövő romantikus ballada.” Roger Catlin zenekritikus szerint stílusa a neo-gospel felé hajlik. A New York Post cikke szerint az altatódalra emlékeztető Speechless az album legjobb dala. Jon Pareles a The New York Timesban dicsérte Jackson hosszú sorait és könnyed, lebegő refrénjét.
Robert Hilburn popzenekritikus szerint a Speechless és az album egy másik dala, a Butterflies „éppolyan közhelyes, mint a címe”. Ben Rayner a Toronto Starban azt írta, a dal a cappella részei már elegendőek ahhoz, hogy az ember azt kívánja, Jackson megnémuljon. A Fort Worth Star-Telegram cikke szerint a dal az album egyik gyengébb dala. Elliot Sylvester a The Independentben azt írta, a dal „színtiszta Jackson – szinte már sablonosan az”. A The Dallas Morning News újságírója, Thor Christensen szerint a dal Celine Dion dalaira hasonlít, és az érzelmesség a végén Jackson 1972-ben megjelent Ben című dalára emlékeztette.
Vaughn Watson a The Providence Journalban azt írta, a Speechless az Invincible album legjobb, és Jackson egyik legjobb dala. Az albumról írt kritikájában a The Wichita Eagle kijelentette, hogy a Speechless, a Don’t Walk Away és a Cry jó példák azokra az őszinte balladákra, amelyekben Jackson kitűnő. A South Florida Sun-Sentinel újságírói szerint a dalnak kell némi idő, amíg hozzászoknak.

## Számlista
CD kislemez (promó)
1. Speechless – 3:18
2. You Rock My World (Track Masters Mix) (featuring Jay-Z) – 3:28

## Thriller – Liveváltozat
2010. június 21-én, Jackson halálának első évfordulóján a West End-i Thriller – Live műsor hat előadója megjelentette a dalt kislemezen Speechless – The Tribute to Michael Jackson címmel, az elhunyt énekes emléke előtt tisztelegve. A bevételeket a War Child nevű, a háborús országokban élő gyermekeket megsegítő alapítványnak ajánlották fel.
Közreműködők: James Anderson, Jean-Mikhael Baque, Kieran Alleyne, Kuan Frye, Mitchell Zhangazha, MJ Mytton-Sanneh (énekesek), Britt Quentin, Hope Lyndsey Plumb, J Rome, Jenessa Qua, Linda John-Pierre, Olamide Oshinowo, Paula Clarke, Terrence Ryan, Wayne Anthony-Cole (kórus).

## Külső hivatkozások
- "Speechless" at Discogs